# Fushë-Arrëz
Fushë-Arrëz es un municipio y villa en el condado de Shkodër, en el norte de Albania. Se formó en la reforma local de 2015 mediante la fusión de los antiguos municipios de Blerim, Fierzë, Fushë-Arrëz, Iballë y Qafë-Mali, que pasaron a ser unidades administrativas. El ayuntamiento tiene su sede en la villa de Fushë-Arrëz. La población total del municipio es de 7405 habitantes (censo de 2011), en un área total de 540.42 km². La población en sus límites de 2011 era de 2513 habitantes. La villa tiene forma lineal, pues está desarrollada en torno a una sola calle de gran longitud (la carretera SH5), donde conviven tiendas, casas unifamiliares y bloques de pisos.